# Římskokatolická farnost Beňov
Římskokatolická farnost Beňov je územním společenstvím římských katolíků v rámci přerovského děkanátu olomoucké arcidiecéze s farním kostelem svatého Františka z Assisi.

## Historie
První písemná zmínka o obci pochází z roku 1339. V roce 1741 obyvatelé obce vystavěli kapličku. Současný farní kostel byl postaven svépomocí farníků v letech 1855 až 1857.

## Duchovní správci
Beňov dříve spadal pod farnost Horní Moštěnice. Samostatná farnost byla zřízena roku 1870. Posledním sídelním farářem byl do roku 1946 P. Vladimír Kodítek. Od července 2017 je administrátorem excurrendo R. D. Mgr. Zdeněk Jiří Pospíšilík.

## Bohoslužby
| Kostel                     | Místo | Bohoslužba (den) | Hodina                         | Poznámka     |
| -------------------------- | ----- | ---------------- | ------------------------------ | ------------ |
| svatého Františka z Assisi | Beňov | neděle pondělí   | 8.00 18.00 (zima)/19.00 (léto) | Farní kostel |

## Kněží pocházející z farnosti
Od začátku 19. století pocházelo z Beňova celkem devět duchovních, mezi nimi také olomoucký arcibiskup Antonín Cyril Stojan.

## Aktivity farnosti
Ve farnosti se pravidelně koná tříkrálová sbírka. V roce 2017 se při ní v Beňově vybralo 15 803 korun.
V letech 1995 až 2018 vycházel pro všechny farnosti děkanátu Přerov měsíčník Slovo pro každého.